# Székely Vladimír (rendőr)
Székely Vladimír, Székely Vladmir Ede Ignác Kunó Nándor, született: Szukup (Magyarfalu, Pozsony vármegye, 1873. február 7. – Budapest, Erzsébetváros, 1958. március 14.) államrendőrségi főtanácsos, rendőrfőkapitány-helyettes.

## Életútja
Szukup Nándor és Görlich Karolina fiaként született. Jogi tanulmányainak befejezte után a rendőrséghez lépett be. Három évig a bűnügyi osztálynál dolgozott, majd a rendőri sajtóiroda vezetését vette át, ahol több mint tizennyolc évig működött. Székely Vladimirnek majd' két évtizeden sikerült a sajtó együttműködésének harmonikus alapjait megteremteni. 1917-ben az idegenellenőrzés fontos tisztét bízták rá. Akkor Magyarországot tömegeivel keresték fel az idegenek, akik éléskamrájukat látták itt. Másrészt a fenyegető orosz invázió folytán a galíciai menekültek elárasztották Budapestet, ahol uzsora és árdrágítás lett kenyerük. Az idegenellenőrző felállításának célja volt a salak kiküszöbölése, általában mindazok eltávolítása, akiknek itt-tartózkodása káros. Közbejött a forradalom és bolsevizmus. Ennek letörése után Székely Vladimir az emlékezetes augusztusi puccs idején a főkapitányi teendőket vitte. A legnehezebb időkben átvezette a rendőrséget a forradalmi idők káoszából. Amikor ez megtörtént, szerényen félreállt. A IX. kerületi kapitányság, majd az I. kerületi kapitányság vezetését vette át. Több mint négy évig volt Budán, melynek társadalmi életében is élénk részt vett. Amikor 1925-ben áthelyezték a Belváros kapitányságára, őszinte sajnálat követte. 1928-ban kinevezték főkapitány-helyettessé. Székely Vladimirnek nemcsak a rendőrség fejlesztése körül vannak érdemei, hanem az irodalomnak is számottevő munkása volt. A napilapok hasábjain sűrűn jelentek meg cikkei, melyek úgyszólván egy új műfajt alapítottak meg. Rendőri novellák, a szakember és író szerencsés összeölelkezése. Egy sereg könyv is megjelent tollából. Az Uránia színházban öt darabja került színre. Amellett a komoly szakirodalmat is ápolja, annak is valósággal úttörője lett. Egy sokoldalú ember, amellett tele szívóssággal és nagyszerű munkabírással - jellemzi a Budai Napló 1928. október 14-iki száma. 1921. december 3-án már özvegyként Budapesten házasságot kötött A. Szabó Annával. Halálát dülmirigy-túltengés okozta.

## Munkái
- Nyomorultak, gazemberek, Bpest, 1908. (Tábori Kornellal. Ism. Vas. Ujság 8. sz.)
- A csaló Budapest. A tolvajnép titkai. Uo. 1908. (Tábori Kornellal. Ism. Budapesti Hirlap 244. sz., Vasárn. Ujság 42. sz.).
- A rendőrség évi jelentése. Uo. 1908. (Ism. Budapesti Hirlap 1908. 110. sz.)

A babona c. színműve, három részben, 140 színesen vetített képpel és mozgófényképpel, Geguss Dániellel együtt, színre került az Urániában 1907. nov. 25.